# Patrick Muturi
Patrick Muturi (9 dicembre 1972) è un ex maratoneta keniota.

## Biografia
Ha vinto la medaglia d'argento alle Universiadi in maratona nel 1995 con il tempo di 2h24'29".

## Palmarès
| Anno | Manifestazione | Sede    | Evento   | Risultato | Prestazione | Note |
| ---- | -------------- | ------- | -------- | --------- | ----------- | ---- |
| 1995 | Universiadi    | Fukuoka | Maratona | Argento   | 2h24'29"    |      |

## Altre competizioni internazionali
1994
- Bronzo alla Maratona di Chicago ( Chicago) - 2h12'56"

1995
- 16º alla Maratona di New York ( New York) - 2h14'27"
- 15º alla Mezza maratona di Lisbona ( Lisbona) - 1h03'53"

1996
- 25º alla Maratona di Boston ( Boston) - 2h17'44"

1997
- 5º alla Maratona di Chicago ( Chicago) - 2h08'59"
- 16º alla Maratona di Amburgo ( Amburgo) - 2h17'10"

1998
- 27º alla Maratona di Chicago ( Chicago) - 2h22'08"